# Ivor Barnard
Ivor Barnard (Londres, 13 de junio de 1887-Westminster, 30 de junio de 1953) fue un actor teatral, radiofónico y cinematográfico inglés.

## Biografía
Nacido en el barrio londinense de Marylebone, Inglaterra, fue miembro original del Birmingham Repertory Theatre, en el cual fue un notable intérprete de Shylock y Calibán. Además, actuó en la primera producción en Londres de la obra de A. A. Milne Toad of Toad Hall. En 1929 fue Blanquet en Bird in Hand, pieza representada en el Morosco Theatre de Nueva York, adonde llegó tras una exitosa carrera en el circuito de los teatros del West End (con Laurence Olivier en el reparto). El papel había sido escrito para él por John Drinkwater.
Barnard actuó en más de 80 largometrajes entre 1921 y 1953. Intervino en la película de Alfred Hitchcock The 39 Steps en 1935. En 1943 trabajó en una producción de los Estudios Ealing, Undercover. Además, fue Wemmick en el film de David Lean Grandes esperanzas (1946), y presidente de la junta en otra película de Lean, Oliver Twist (1948). Una de sus últimas actuaciones fue como Jack Ross en la producción de John Huston La burla del diablo (1953), protagonizada por Humphrey Bogart y Peter Lorre.
Ivor Barnard falleció en el barrio de Westminster, en Londres, en el año 1953. Sus hijos fueron Pamela Barnard y John Barnard. Fue suegro del actor y director Hugh Munro, y abuelo del actor, productor y director David Munro y del actor Tim Munro.

## Filmografía (selección)
- 1921 : The Skin Game
- 1931 : The Skin Game
- 1931 : Sally in Our Alley
- 1932 : Illegal
- 1932 : Blind Spot
- 1933 : The Good Companions
- 1933 : The Crime at Blossoms
- 1933 : Waltz Time
- 1933 : Sleeping Car
- 1933 : The Wandering Jew
- 1933 : The Roof
- 1934 : Love, Life and Laughter
- 1934 : Princess Charming
- 1934 : Brides to Be
- 1934 : Death at Broadcasting House
- 1935 : The Price of Wisdom
- 1935 : The Village Squire
- 1935 : The 39 Steps
- 1935 : The Guv'nor
- 1935 : Someday
- 1935 : Foreign Affaires
- 1936 : The Man Behind the Mask
- 1936 : Dreams Come True
- 1936 : The House of the Spaniard
- 1937 : The Mill on the Floss
- 1937 : Secret Lives
- 1937 : Farewell to Cinderella
- 1937 : Storm in a Teacup
- 1937 : Double Exposures
- 1937 : Victoria the Great
- 1938 : Pigmalión
- 1938 : What a Man!
- 1938 : Everything Happens to Me
- 1939 : Cheer Boys Cheer
- 1940 : Las estrellas miran hacia abajo
- 1940 : The House of the Arrow
- 1941 : Quiet Wedding
- 1941 : The Saint's Vacation
- 1943 : The Silver Fleet
- 1943 : Undercover
- 1943 : Escape to Danger
- 1943 : Up with the Lark
- 1944 : Hotel Reserve
- 1944 : English Without Tears
- 1944 : Don't Take It to Heart
- 1945 : Great Day
- 1945 : Perfect Strangers
- 1945 : Murder in Reverse
- 1945 : The Wicked Lady
- 1945 : César y Cleopatra
- 1945 : What Do We Do Now?
- 1946 : Appointment with Crime
- 1946 : Grandes esperanzas
- 1947 : The Grand Escapade
- 1947 : So Well Remembered
- 1947 : Mrs. Fitzherbert
- 1948 : So Evil My Love
- 1948 : Oliver Twist
- 1948 : London Belongs to Me
- 1948 : Esther Waters
- 1949 : The Queen of Spades
- 1949 : Paper Orchid
- 1950 : Madeleine
- 1951 : Hell Is Sold Out
- 1952 : The Importance of Being Earnest
- 1952 : Time Gentlemen, Please!
- 1952 : Hot Ice
- 1953 : Sea Devils
- 1953 : Malta Story
- 1953 : La burla del diablo

## Radio
- 1946 : The Dark Tower[5]